# Nocturnal Emissions
Nocturnal Emissions — экспериментальная пост-индастриал-группа, появившаяся в Лондоне в конце 1970-х. Во главе с Найджелом Айерсом, группа была одной из первых, использовавших технику нарезки магнитных лент, авангардное искусство и кустарное видеопроизводство, для создания уникального сценического опыта, наряду с такими единомышленниками, как Throbbing Gristle и Cabaret Voltaire. Группа перешла на использование сэмплеров и электронного шума в начале 1980-х, создавая витое фанк-звучание, которое будет влиять на всех, от Foetus до Negativland. Они использовали свои прежние подходы в экстремистском исполнительском искусстве, совместно с более профессиональными видеоматериалами. Группа не подписала контракт с крупным лейблом, сосредоточившись на выпуске собственной музыки с большей эффективностью. Они следовали этому пути и в 1990-х, когда запустили сайт www.earthlydelights.co.uk, продвигающий различные идеологии (они категорически против британской монархии и считают, что граждане должны иметь неограниченный доступ к космическим путешествиям). Группа выпустила бесчисленное количество аудиокассет и дисков и продолжает это делать посредством указанного сайта.

## Частичная дискография
- Tissue of Lies LP (Emiss, 1981)
- Tissue of Lies Revised CD (Dark Vinyl, 1990)
- Fruiting Body LP(Sterile, 1981)
- Drowning in a Sea of Bliss LP (Sterile, 1983; cassette reissued by Touch, 1985;  CD reissued by Soleilmoon, 1993)
- Viral Shedding LP (Illuminated, 1983)
- Befehlsnotstand LP (Sterile, 1983)
- Chaos (Live at the Ritzy) LP (Cause For Concern,  1983)
- Dyskinesia (Sterile, 1983)
- The Fight Goes On cassette (Staalplaat, 1984)
- No Sacrifice 12" (Sterile, 1984)
- Shake Those Chains Rattle Those Cages LP (Sterile, 1985)
- Songs of Love and Revolution LP (Sterile, 1985; CD re-issue from Dark Vinyl, 1992)
- The World is my Womb LP (Earthly Delights, 1987; Soleilmoon cassette, 1989; Soleilmoon CD, 1999)
- Duty Experiment 1982–1984 LP (Earthly Delights, 1988; CD reissue Soleilmoon, 1995)
- Spiritflesh LP (Earthly Delights, 1988; Soleilmoon cassette, 1989)
- Stoneface LP (Parade Amoureuse, 1989; CD reissue from Staalplaat, 1994 with Spiritflesh)
- Da Dum 7" (Parade Amoureuse, 1989)
- Invocation of the Beast Gods CD (Staalplaat, 1989)
- Beyond Logic, Beyond Belief LP (Earthly Delights, 1989)
- Mouth of Babes LP (Earthly Delights, 1990; CD reissue from Soleilmoon, 1991)
- Energy Exchange LP (Earthly Delights, 1991)
- Cathedral CD (Musica Maxima Magnetica, 1991)
- Blasphemous Rumours CD(Staalplaat, 1992)
- The Seminal Works –12 tape box set (Earthly Delights, 1992)
- Magnetized Light CD (Musica Maxima Magnetica, 1993)
- The Quickening LP (Earthly Delights, 1993)
- Glossalalia CD (Soleilmoon, 1994)
- Holy of Holies – 4-hour DAT (Soleilmoon, 1994)
- Binary Tribe CD (Staalplaat, 1994)
- Imaginary Time LP(Soleilmoon, 1995)
- Autonomia CD (Soleilmoon, 1996)
- Friction And Dirt CD (Staalplaat, 1996)
- Tharmuncrape An'goo CD (Soleilmoon, 1997)
- Sunspot Activities CD (Soleilmoon, 1997)
- Omphalos CD (Soleilmoon, 1998
- Futurist Antiquarianism CD (Soleilmoon, 2000)
- Collateral Salvage CD (Soleilmoon, 2003)
- Nightscapes LP (Small Voices, 2006)

## Видеоклипы
- 1982 YouTube clip
- Sponsor's Message
- Feotal Grave of Progress (extract) 1984
- with Poppo 1990